# Hana Andronikova
Hana Andronikova (Zlín, 9 de septiembre de 1967-20 de diciembre de 2011) fue una escritora checa, ganadora del Premio Magnesia Litera en 2002 por su primera novela, Zvuk slunecnich hodin (2001).
Estudió inglés y checo en la Facultad de Artes y Filosofía de la Universidad Carolina en Praga. Murió el 20 de diciembre de 2011 de cáncer.

## Obra
- El Sonido del Reloj Solar (Zvuk slunečních hodin), 2001, con la que ganó el Premio Magnesia Litera. Knižní klub, Praha 2001, ISBN 80-242-0689-7.

- El cielo no tiene piso (Nebe nemá dno), 2011, describe su lucha contra el cáncer. Euromedia Group-Odeon, Praha 2010, ISBN 978-80-207-1337-7.

- «Cafe Bero.» En: Schůzky s erotikou [«Cafe Nero.» En: Treffen mit Erotik. Kurzgeschichten]. Listen, Jihlava 2005, ISBN 80-86526-18-6.

- «Rituál.» En: Ber, po čem toužíš [«Ritual.» En: Nimm, wonach Du Dich sehnst. Kurzgechichten]. Listen, Jihlava 2006, ISBN 80-86526-20-8.

- «V. Samsara.» En Words without Borders Magazine, noviembre de 2007.[4]